# Gaja Kołodziej
Gaja Kołodziej (ur. 23 listopada 1989 w Warszawie) – polska pisarka, autorka powieści, członkini Stowarzyszenia Pisarzy Polskich; wykładowczyni i nauczycielka twórczego pisania; z wykształcenia psycholog i doktor kreatywnego pisania.

## Życiorys
Gaja Kołodziej uzyskała dyplom magisterski z psychologii na Uniwersytecie Maastricht w Holandii. W latach 2013–2017 prowadziła Instytut Sztuki Literackiej (Literary Art Institute), którego celem było promowanie czytelnictwa i wspieranie nowych talentów literackich. W roku akademickim 2016-17 uczestniczyła w podyplomowym kursie kreatywnego pisania w Instytucie Badań Literackich PAN, a w 2021 r. obroniła doktorat z kreatywnego pisania na Uniwersytecie Massey w Nowej Zelandii. W 2020 r. uzyskała kwalifikacje pedagogiczne brytyjskiej organizacji Advance HE i wzięła również udział w warsztatach nauczycielskich zorganizowanych przez European Association of Creative Writing Programmes. Oprócz nauczania organizuje cykliczny konkurs literacki SCRIBO ERGO SUM i uczestniczy w spotkaniach autorskich w całym kraju.

## Twórczość
Opowiadania:
1. Moje jedyne marzenie wydane w zbiorze 7 kolorów tęczy, Magia Słów, 2009[6]

Powieści:
1. Wystrzałowa licealistka, Wydawnictwo Lucky, 2010[7]
2. Wystrzałowa maturzystka, Wydawnictwo Lucky, 2011[8]
3. Dar, Wydawnictwo Lucky, 2012[9]
4. Księżniczka, Literary Art Institute, 2013[10]
5. Przemilczenia, Literary Art Institute, 2014[11]
6. Dżokej, Literary Art Institute, 2015[12]
7. Kalejdoskop wspomnień, MUZA S.A., 2016[13]
8. Złodziej stulecia, Wydawnictwo Lucky, 2017[14]
9. Przerwane tony, Wydawnictwo Lucky, 2020[15]
10. Fortepian, HarperCollins Polska, 2020[16]

Drugie wydania:
W 2022 r. nakładem wydawnictwa SAGA Egmont ukazało się pierwszych sześć powieści Gai w formacie ebook i audiobook: Wystrzałowa licealistka, Wystrzałowa maturzystka, Dar, Księżniczka, Przemilczenia i Dżokej.

## Członkostwo
Gaja Kołodziej jest członkinią:
- Stowarzyszenia Pisarzy Polskich, gdzie w kadencji 2014-2017 pełniła funkcję Sekretarza Zarządu Głównego[5].
- European Association of Creative Writing Programmes[18]
- Romance Writers of New Zealand[19]
- Advance HE[20]